# 騶子終始
《騶子終始》是战国后期思想家齐国邹衍的著作。《汉书·艺文志》记载了《騶子終始》56篇、《邹子》49卷，列于阴阳家。刘歆《七略》称：“邹子有《终始五德》，从所不胜土德后木德继之，金德次之，火德次之，水德次之。”五德相克相生，周而复始。《史记·孟子荀卿列传》有关于邹衍学说的记载。《隋书·经籍志》已经没有的记载，早就佚失。清朝马国翰辑《邹子》一卷，王仁俊辑《邹子书》一卷。